# Haum!/Movimento II: Dubbio
Haum!/Movimento II: Dubbio è il terzo singolo dei Delirium, pubblicato nell'aprile del 1972. Il singolo è come il precedente un successo ed infatti partecipa ad Un disco per l'estate 1972 raggiungendo la finale. Questo è anche l'ultimo singolo con la partecipazione di Ivano Fossati.

## Tracce

### Lato A
1. Haum! - 3:24 (Ivano Fossati, Oscar Prudente)

### Lato B
1. Movimento II: Dubbio - 3:27 (Ivano Fossati)

## Formazione
- Ivano Fossati - voce, flauto
- Mimmo Di Martino - chitarra acustica
- Ettore Vigo - tastiere
- Marcello Reale - basso
- Peppino Di Santo - batteria